# 파히타

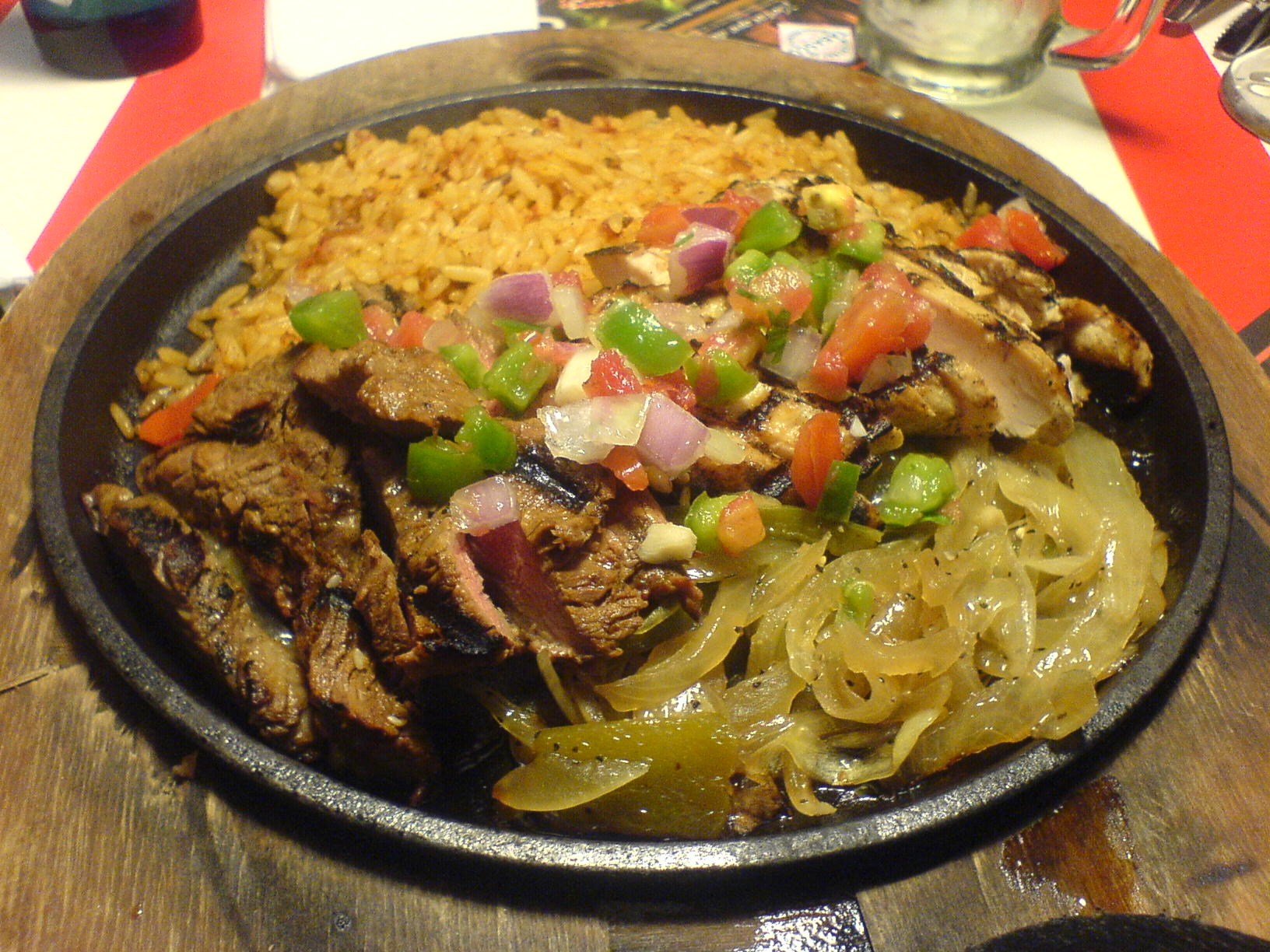
쇠고기, 닭고기와 야채를 볶은 파히타.

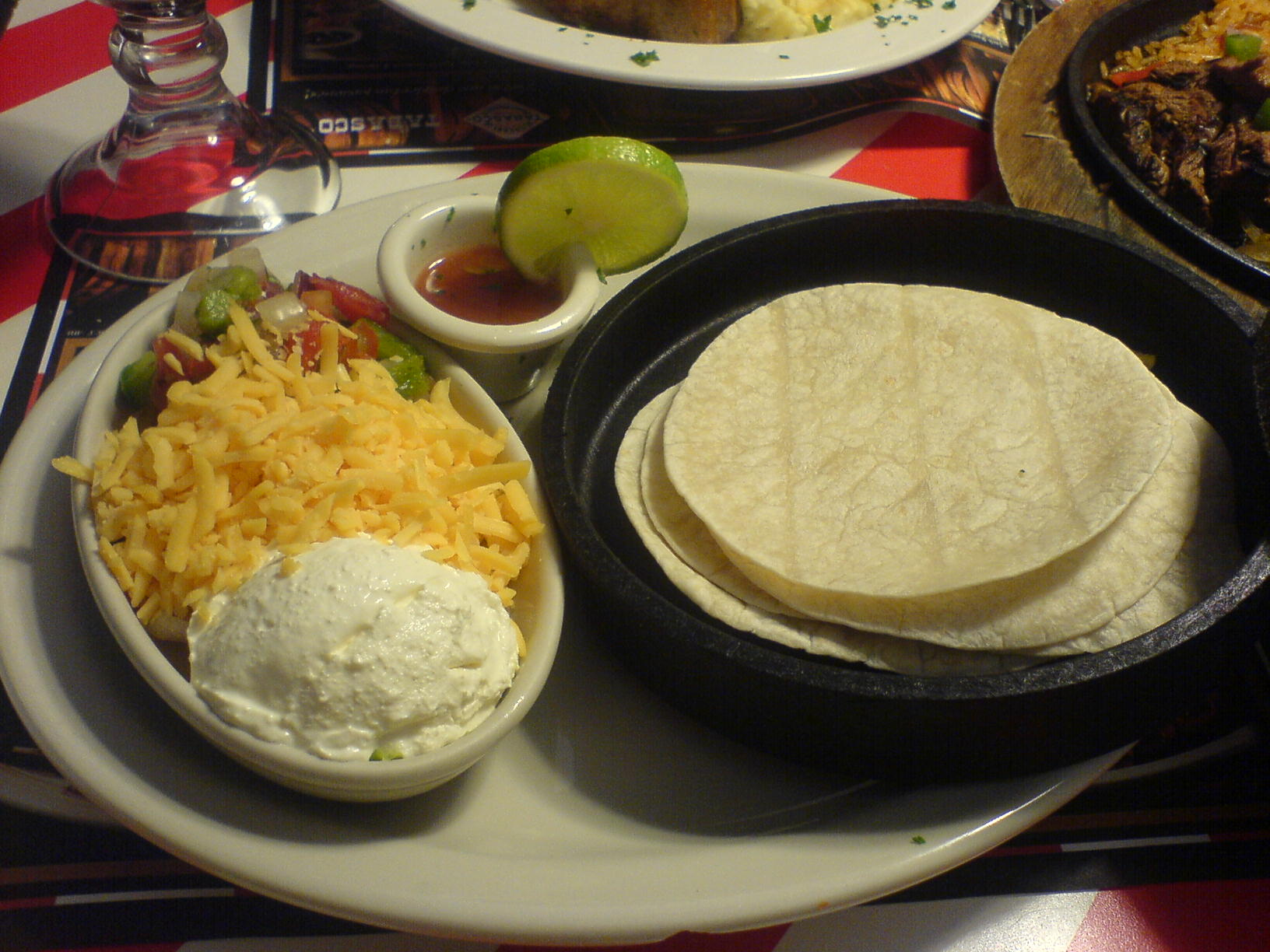
살사, 치즈, 사워 크림 등의 소스와 토르티야.

파히타(스페인어: fajita)는 토르티야에 다양한 야채와 고기 등을 싸먹는 텍스멕스 요리의 하나이다. 원래는 쇠고기만을 이용했지만, 지금은 닭고기, 돼지고기, 새우, 채소 등을 따로 또는 섞어서 싸먹는다. 양파와 파프리카를 같이 넣어 볶는 게 일반적이며, 사워 크림, 살사, 치즈, 토마토 소스 등을 곁들여 먹는다.

## 같이 보기
- 멕시코 요리
- 텍스멕스